# Glad av Gillberga
Glad av Gillberga er et rekonstrueret vikingeskib, der er bygget på baggrund af Skuldelev 5, der blev fundet sammen med de øvrigt skuldelevksibe i starten af 1960'erne i Roskilde Fjord. Skibet er i dag en del af Värmlands Vikingacenter i Värmland, og bruges til mindre sejladser.
Skibet blev bygget fra 1995-1998. Det er 17,5 m langt og 2,85 m bredt. Det vejer omkring 3 tons. Det drives frem af 12 årepar og et sejl på 48 m2, og kan sejle op mod 15 knob. Der er plads til omkring 32 personer.
Skibet har været på længere ture til bl.a. Canada i 2000, Norge og Danmark.